# Colla Jessen
Colla Jessen (eigentlich Nikolaus Jürgensohn; * Februar 1869 in Livland; † 20. Juli 1928 in Salzburg) war ein Theaterschauspieler.

## Leben und Wirken
Er sollte wie seine Brüder nach Absolvierung des Gymnasiums die Universität beziehen, allein er zog es vor Landwirtschaft zu betreiben. Nach einjähriger Tätigkeit unternahm er eine große Reise, die ihn mehr als ein Jahr in der Welt umherführte.
Schließlich ließ es sich in Berlin nieder, wo er sich neben Musik und Malerei insoweit mit dem Theater beschäftigte, als er bei Heinrich Oberländer dramatischen Unterricht nahm. Nach einigen Monaten jedoch begab er sich nach Wien und hier, durch die Eindrücke des Burgtheaters angeregt, drängte es ihn gewaltsam zur Bühne.
Er debütierte 1890 in Meran, kam dann nach Innsbruck 1891, 1892 nach Gera, 1893 nach Potsdam, 1894 nach Barmen, war von 1895 bis 1897 am Hoftheater Altenburg, von 1897 bis 1898 am Berliner Theater und Theater des Westens und wurde 1898 für die vereinigten Stadttheater in Breslau gewonnen. Dort wirkte er bis 1902. Seine hauptsächliche Wirkungsstätte wurde anschließend das Münchner Schauspielhaus.
Colla Jessen war von 1901 bis zur Scheidung 1920 mit seiner Kollegin Margarete Tondeur verheiratet. In zweiter Ehe heiratete er Antoinette Wöss, geb. Ainmiller. Er starb 1928 in Salzburg.